# Glide
Glide – API 3D opracowane i opatentowane przez firmę 3dfx specjalnie dla ich akceleratorów graficznych Voodoo. Było poświęcone wydajności w grach, obsłudze mapowania geometrii i tekstur w formatach danych identycznych z tymi, które były używane w tych kartach. Akceleratory Voodoo jako pierwsze mogły zaoferować wydajność grafiki, z którą gry prezentowały się naprawdę dobrze zarówno wydajnościowo jak i jakościowo, a Glide był stosowany jako wynik. Dalsze udoskonalanie Microsoft Direct3D i pełnego OpenGL implementowanych w innych kartach graficznych i wzrost konkurencyjnego sprzętu spowodował, że to API stawało się powoli zbędne.

## API
Glide jest oparte na podstawach geometrii i „obrazach świata” z OpenGL. OpenGL to wielka biblioteka graficzna ze średnio 250 połączeniami wewnątrz API, z których wiele jest ograniczonych. Glide przede wszystkim włożyło wysiłek, aby wybrać funkcje, które były przydatne do renderowania grafiki 3D dla gier, w czasie rzeczywistym. Wynikiem było API, które było wystarczająco małe, aby było realizowane całkowicie sprzętowo. Skupienie się na tym prowadziło do różnych ograniczeń w Glide. Najbardziej znane wszystkim to m.in. limit 16-bitowej głębi kolorów.

## Użycie w grach
Połączenie wydajnego sprzętowo Voodoo Graphics (Voodoo 1) i Glide – łatwego do użycia API zaowocowało dominacją na rynku gier w drugiej połowie lat 1990. Nazwa Glide została wybrana, żeby wskazywać fundamenty GL, a jednocześnie była wystarczająco różna aby uniknąć problemów ze znakiem zastrzeżonym. 3dfx obsługiwało również na niskim poziomie MiniGL, istotnie to „inne Glide” rozszerzało wybór o OpenGL, nie ograniczając do użycia tylko na jednej platformie sprzętowej.

## Konwertery Glide i emulatory
Rozwój emulatorów Glide trwa od końca lat dziewięćdziesiątych XX wieku. Podczas świetności 3dfx, firma była agresywna i starała się zaprzestać prób emulacji ich własnego API, zamykając pierwsze projekty emulacji groźbami prawnymi. Po zbankrutowaniu firmy 3dfx i wykupieniu jej przez NVIDIA emulacja Glide stała się zbędna, choć w internecie można znaleźć kilka emulatorów będących w stanie uruchomić starsze gry wymagające tego właśnie API.